# Gordon Mathers
Gordon Glen Mathers (* 29. September 1981 in Brisbane, Queensland) ist ein australischer Dartspieler.

## Karriere
Mathers nahm 2011 erstmals an einem Turnier der DPA teil. Ein Jahr später gelangen ihm auf der DPA Pro Tour bereits seine ersten drei Turniersiege sowie mehrere Viertelfinalteilnahmen. Bei den Oceanic Masters am Ende der Saison schied er allerdings im Halbfinale aus und qualifizierte sich damit nicht für die Weltmeisterschaft.
2013 gewann Mathers erneut drei Tour-Turniere, scheiterte aber wieder bei den Oceanic Masters. Über die Rangliste qualifizierte er sich aber für die Sydney Darts Masters, wo er in der ersten Runde gegen den späteren Finalisten Michael van Gerwen einen Whitewash kassierte.
2014 spielte er noch ein paar DPA-Pro-Tour-Turniere, blieb jedoch ab August der Tour fern und kehrte erst Anfang 2016 wieder zurück und gewann direkt ein DPA-Pro-Tour-Turnier.
2017 gelang ihm schließlich der Durchbruch, als er auf der DPA Pro Tour drei Events gewann und sich dadurch für die PDC World Darts Championship 2018 qualifizierte. Bei seinem Weltmeisterschaftsdebüt unterlag er dem Japaner Seigo Asada mit 1:2. Für Mathers war es nach seiner Teilnahme am Sydney Darts Masters 2013 erst das zweite Turnier bei der PDC. Bei der Premiere des Brisbane Darts Masters 2018 unterlag er in der ersten Runde Raymond van Barneveld mit 1:6 Legs. 2019 folgten vier weitere Turniersiege auf der DPA Pro Tour, sowie der Sieg beim Sunshine State Classic. Jedoch reichte seine gute Leistung nicht aus, um sich erneut für die Weltmeisterschaft zu qualifizieren, da Damon Heta noch besser abschnitt.
Anfang des Jahres 2020 spielte Mathers die PDC Qualifying School, gewann jedoch keine Tour Card. Daraufhin versuchte er sich auf den ersten vier Turnieren PDC Challenge Tour und erreichte einmal das Halbfinale. Nach aufgrund COVID-19-Pandemie nur sechs DPA-Pro-Tour-Turnieren, bei denen Mathers zweimal ins Finale kam und eines gewinnen konnte, qualifizierte er sich als Erstplatzierter der DPA Pro Tour Order of Merit für die Weltmeisterschaft 2021, verlor dort jedoch sein Erstrundenmatch mit 0:3 in Sätzen gegen Max Hopp.
Bei der PDC Qualifying School 2021 erreichte Mathers die Final Stage und qualifizierte sich für die PDC Pro Tour. Er konnte seine Tour Card jedoch nicht halten und nahm 2023 nicht an der Q-School teil.
Ende Mai 2023 gewann Mathers das Sunshine State Classic, indem er im Finale Matt Mullen mit 5:2 besiegte. Über den Australian Open Qualifier qualifizierte sich Mathers Mitte August für die Australian Darts Open 2023, wo er in Gruppe D auf Aaron Morrison und den Titelverteidiger Raymond Smith traf. Zwar gewann Mathers sein erstes Spiel gegen Morrison mit 5:2, musste nach einer 1:5-Niederlage gegen Smith aber dennoch ausscheiden.

## Weltmeisterschaftsresultate

### PDC
- 2018: Vorrunde (1:2-Niederlage gegen  Seigo Asada)
- 2021: 1. Runde (0:3-Niederlage gegen  Max Hopp)
- 2022: 1. Runde (1:3-Niederlage gegen  Jason Heaver)
- 2025: 1. Runde (2:3-Niederlage gegen  Ricky Evans)